# Güssefeld
Güssefeld is een plaats en voormalige gemeente in de Duitse deelstaat Saksen-Anhalt, en maakt deel uit van de Landkreis Altmarkkreis Salzwedel.
Güssefeld telt 184 inwoners.